# 马丁·布里斯托
马丁·布里斯托（英語：Martin Bristow，1913年11月15日—2007年7月31日），英国男子赛艇运动员。他曾代表英国参加1936年夏季奥林匹克运动会赛艇比赛，获得男子四人单桨无舵手银牌。